# I vitelli dei romani sono belli
I vitelli dei romani sono belli è un'espressione italiana che corrisponde a una frase grammaticalmente corretta della lingua latina: I, Vitelli, dei Romani sono belli (Va', o Vitellio, al suono di guerra del dio romano). Il gioco di parole è apprezzabile in relazione alla profonda differenza tra significato italiano e latino, nonostante l'identità della frase nelle due lingue.
È una frase trabocchetto, spesso usata per indovinelli e scherzi dagli studenti di latino, come altre dello stesso genere: Cane Nero magna bella Persica (Canta, o Nerone, le grandi guerre persiane), Soli soli soli (All'unico sole della terra), Caesar Cicero Nero ac Cato in foro (la cui corretta traduzione è "Cesare, Cicerone, Nerone e Catone in piazza", ma suona come "Cesare ha cacato un cece nero nel foro"), Vate, lustrales carpe ("Vate, raccogli le acque lustrali", suona come la frase romanesca "Vatte (a) lustra' le scarpe").
Una variazione sul tema è rappresentata dalle frasi che hanno un'apparente traduzione che non corrisponde a quella corretta, come per esempio Magis ter meus asinus est o Mala mala mala sunt bona.
Diverso è il caso di quelle frasi "bilingui" che si possono leggere (col medesimo significato) tanto come frasi latine quanto come frasi italiane. Per esempio, di Gabriello Chiabrera: In mare irato, in subita procella, invoco Te, nostra benigna Stella. Insigni autori "bilingui" in questo senso, sono stati Mattia Butturini e Anacleto Bendazzi.